# Claude Valdois
Claude Valdoise (Melun, 17 febbraio 1935 – Mazé, 5 febbraio 2016) è stato un ciclista su strada francese, professionista dal 1955 al 1964.

## Carriera
Claude Valdois ha giocato professionalmente tra il 1960 e il 1965 con il team Peugeot. Buon passista, vinse una tappa del Tour du Levant nel 1963. Si è anche classificato due volte terzo al Grand Prix des Nations. Nonostante le sue prestazioni, non ha mai partecipato al Tour de France.
Dopo la sua carriera ciclistica, divenne presidente della squadra di calcio del Mazé.

## Palmarès

### Strada
- 1957

Freccia del Sud
- 1958

Parigi-Rouen
- 1960

Circuit du Mont Blanc
- 1963

Giro dell'Herault

## Piazzamenti

### Grandi Giri
- Giro d'Italia

1960: 41º
1961: 56º